# Заврх при Чрнивцу
Заврх при Чрнивцу (словен. Zavrh pri Črnivcu) је насељено место у општини Камник, Средњесловенска регија, Словенија.

## Историја
До територијалне реорганизације у Словенији био је у саставу старе општине Камник.

## Становништво
У попису становништва из 2011. године, Заврх при Чрнивцу је имао 25 становника.
| Број становника према пописима | Број становника према пописима | Број становника према пописима |
| ------------------------------ | ------------------------------ | ------------------------------ |
| 1991                           | 2002                           | 2011                           |
| 15                             | 18                             | 25                             |

Напомена: До 1953. исказивано под именом Заврх.